# VLT de Baltimore
O Light RailLink (anteriormente Baltimore Light Rail, também conhecido como  VLT) é um sistema de veículo leve sobre trilhos  que serve a cidade de Baltimore, bem como seus subúrbios. O sistema é composto por três linhas com um comprimento de 48,8 km de trilhos. É um componente da administração de trânsito de Maryland.

## História

### Linha inicial

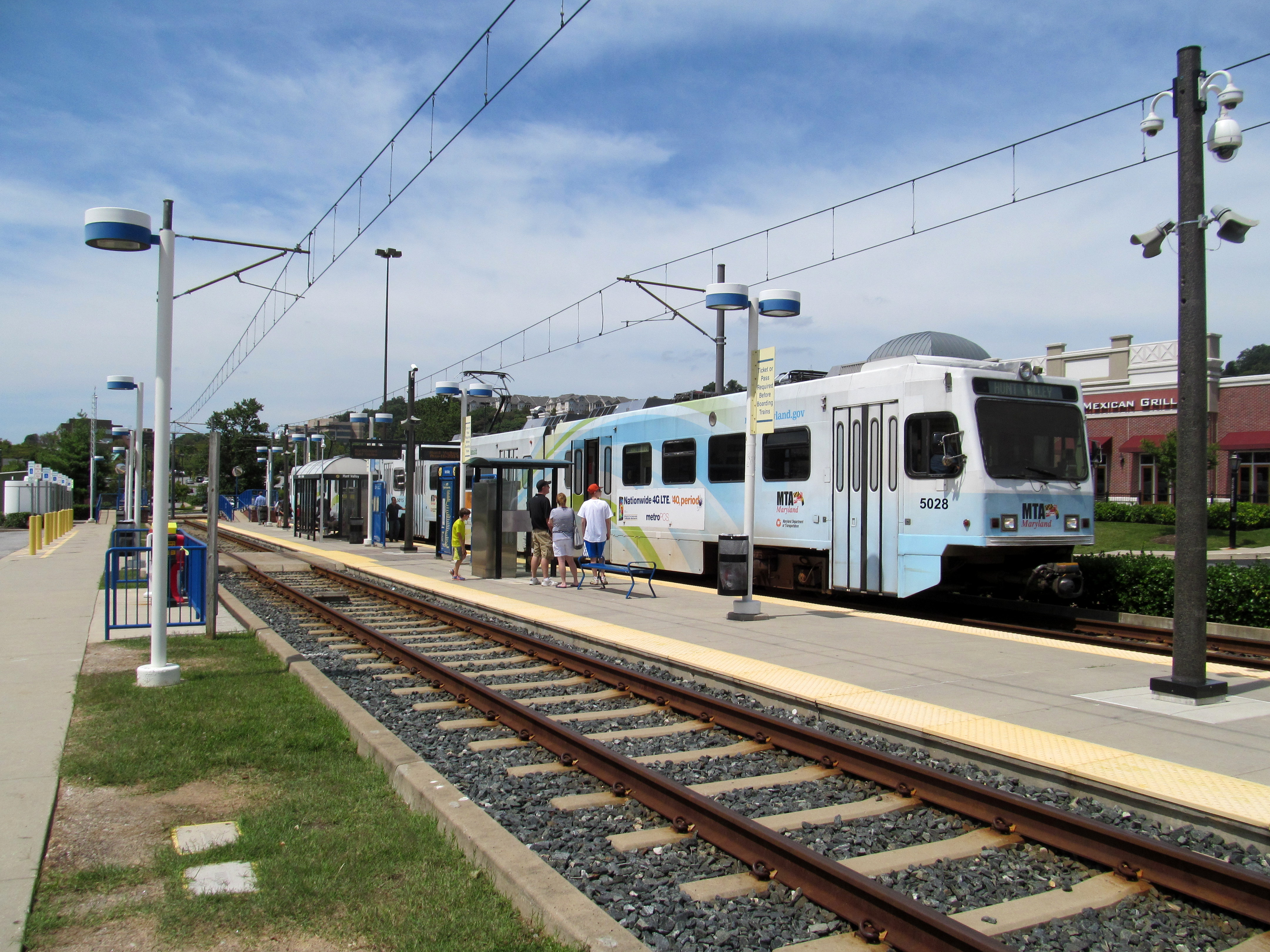
VLT chegando á estação Hunt Valley

As origens do VLT estão em um plano de trânsito elaborado para a área de Baltimore em 1966 que previa seis linhas de trânsito rápido saindo do centro da cidade. Em 1983, apenas uma única linha foi construída: a linha "Norte-Oeste", que se tornou o atual metrô de Baltimore . Muitas das linhas "Norte" e "Sul" do plano corriam ao longo do direito de passagem que já foi usado por bondes interurbanos e rotas de trens urbanos -  Central norte ferroviária , Washington, Baltimore e Annapolis Electric Railway e Baltimore e Annapolis ferroviária  - que ainda permaneceu disponível para desenvolvimento de trânsito.
No final da década de 1980, o governador William Donald Schaefer pressionou pela construção de uma linha de transporte público ao longo do corredor, motivado em parte pelo desejo de estabelecer uma conexão ferroviária com o  parque de beisebol do centro que foi construído em Camden Yards para o Baltimore Orioles. As linhas de metrô ligeiro foram construídas de forma rápida e barata e sem dinheiro do governo federal dos EUA, uma raridade nos projetos de trânsito dos EUA no final do século 20. O sistema inicial era uma única linha de 36,2 km (22,5 milhas), todas em nível, exceto por uma ponte sobre o braço intermediário do rio Patapsco, ao sul do centro de Baltimore. A linha ia de Timonium, no condado de Baltimore, no norte, até Glen Burnie, no condado de Anne Arundel, no sul.
A linha foi aberta em etapas ao longo de um período de 14 meses. O segmento inicial de Timonium a Camden Yards foi aberto com serviço limitado  em 2 de abril de 1992, e para serviço completo em 17 de maio. Uma extensão de três estações para Patapsco foi inaugurada em 20 de agosto de 1992, seguida por uma extensão de 4 estações para Linthicum em 2 de abril de 1993, e uma extensão adicional de 2 estações para Glen Burnie em 20 de maio de 1993.
A localização e o projeto das estações foram planejados para serem flexíveis e mudar com o tempo, já que as estações podem ser construídas ou fechadas a baixo custo. No entanto, às vezes eram ditados pela política e não pelo planejamento: as paradas propostas em Ruxton, Riderwood e Village of Cross Keys não foram construídas devido à oposição local. As estações Royal e Timonium Business Park foram construídas porque a Universidade de Baltimore um grupo empresarial local as financiaram. A estação Falls Road foi construída com menos espaço do que o número de passageiros necessário porque os pedidos da comunidade e uma cerca - erguida em resposta a um proprietário que se opôs ao impacto visual da estação - impediu que os passageiros acessassem um prédio comercial próximo.
Três extensões ao sistema foram adicionadas em 1997. Em 9 de setembro, a linha foi estendida ao norte 7,2 km para Hunt Valley, adicionando cinco estações que serviam a um grande parque empresarial e um shopping. Em 6 de dezembro, duas ramificações curtas, mas importantes, foram adicionadas ao sistema: um ramal de 0,48 km em Baltimore que fornecia uma ligação ao hub ferroviário intermunicipal da estação penn um ramal de 4,3 kmpara o terminal do aeroporto BWI. Em 6 de setembro de 1998, a estação da Hamburg Street foi inaugurada como uma estação de enchimento entre as estações existentes de Westport e Camden Yards. Adjacente ao M&T Bank Stadium, foi inicialmente aberto apenas durante os jogos do Ravens e outros eventos importantes do estádio; no entanto, tornou-se uma parada em tempo integral em 1º de julho de 2005.
Para economizar dinheiro, grande parte do sistema foi construído como single-track (pista única). Embora isso permitisse que o metrô de superfície fosse construído e aberto rapidamente, dificultou a construção de flexibilidade no sistema: grande parte da linha estava restrita a intervalos de 17 minutos, sem nenhuma maneira de reduzir os intervalos durante os horários de pico. O dinheiro federal foi adquirido para tornar a vasta maioria do sistema duplicada; grande parte da linha ao sul do centro de Baltimore foi fechada em 2004 e ao norte do centro em 2005 para concluir este projeto. A seção norte até Timonium foi reaberta em dezembro de 2005; o resto foi inaugurado em fevereiro de 2006. A linha ao norte da estação Gilroy Road e no ramal do aeroporto BWI permanecem de trilha única.

### Incidentes
Em 10 de julho de 2019, parte da plataforma para o norte na estação do Centro de Convenções caiu em um ralo causado por uma tubulação rompida. A linha foi fechada entre Camden e North Avenue até 19 de agosto.
A rede leve sobre trilhos consiste em uma linha principal norte-sul que serve 28 das 33 paradas do sistema; um esporão na cidade de Baltimore que liga uma única parada (Penn Station) à linha principal e dois ramais na extremidade sul da linha que servem duas paradas cada um. Devido à disposição dos trilhos, os trens só podem entrar no esporão da Penn Station a partir da linha principal em direção ao norte e deixá-la em direção ao sul; ainda há trechos de via única ao norte de Timonium, limitando as cabeceiras nesse trecho a 15 minutos. Várias estratégias de roteamento têm sido utilizadas na rede. A partir de 2020, existem três serviços básicos (e um serviço adicional fora de pico):
- Aeroporto BWI  para Hunt Valley

- Pátios de Camden para a estação Penn

- Glen Burnie para Fairgrounds (pico)

- Glen Burnie to Hunt Valley (fora de pico)

- Glen Burnie/BWI/Hunt Valley para Avenida Norte (trens que saem de serviço)

Embora estas rotas sejam coloridas em azul, vermelho e amarelo respectivamente em alguns mapas e horários, elas não têm nomes oficiais como tais. Alguns trens que saem do aeroporto BWI ou Glen Burnie podem terminar na Avenida Norte para sair de serviço até que o horário de pico de operação seja retomado. Durante esses períodos, o transporte não é suficientemente alto para enviar trens até o fim.